# Madrid Challenge by La Vuelta 2017
La 3.ª edición de la Madrid Challenge by La Vuelta se celebró entre el 10 de septiembre de 2017 como preámbulo a la última etapa de la Vuelta a España 2017 con 15 giros a un circuito urbano de 5,8 km en la ciudad de Madrid con una distancia total recorrida de 87 km.
La carrera hizo parte del UCI WorldTour Femenino 2017 como competencia de categoría 1.WWT del calendario ciclístico de máximo nivel mundial siendo la última carrera de dicho circuito y fue ganada por la ciclista belga Jolien D'Hoore del equipo Wiggle High5. El podio lo completaron la ciclista estadounidense Coryn Rivera del equipo Sunweb y la ciclista francesa Roxane Fournier del equipo FDJ Nouvelle Aquitaine Futuroscope.

## Equipos
Tomaron parte en la carrera un total de 20 equipos invitados por la organización de los cuales 19 correspondieron a equipos de categoría UCI Team Femenino y la selección nacional de España.
| Equipos femeninos (19)- Alé Cipollini Galassia - BePink Cogeas - Bizkaia-Durango - BTC City Ljubljana - Cylance Pro Cycling - Drops - FDJ-Nouvelle Aquitaine-Futuroscope - Hitec Products - Lares-Waowdeals Women Cycling Team - Lensworld-Kuota - Lointek - Lotto Soudal - Parkhotel Valkenburg-Destil Cycling Team - SAS-Macogep - Sport Vlaanderen-Etixx - Sunweb - Wiggle High5 - WM3 Pro Cycling - Team WNT Equipo nacional- España |
| |

## Clasificaciones finales
Las clasificaciones finalizaron de la siguiente forma:

### Clasificación general
| \| Clasificación general \| Clasificación general \| Clasificación general \| Clasificación general \| Clasificación general \| \| Ciclista \| Ciclista \| Equipo \| Tiempo \| \| \| --------------------- \| --------------------- \| ---------------------------------- \| --------------------- \| --------------------- \| \| 1.ª \| Jolien D'Hoore \| Wiggle High5 \| 2 h 02 min 31 s \| \| \| 2.ª \| Coryn Rivera \| Sunweb \| + 0 s \| \| \| 3.ª \| Roxane Fournier \| FDJ-Nouvelle Aquitaine-Futuroscope \| + 0 s \| \| \| 4.ª \| Eugenia Bujak \| BTC City Ljubljana \| + 0 s \| \| \| 5.ª \| Sheyla Gutiérrez \| Cylance \| + 0 s \| \| \| 6.ª \| Giorgia Bronzini \| Wiggle High5 \| + 0 s \| \| \| 7.ª \| Chloe Hosking \| Alé Cipollini \| + 0 s \| \| \| 8.ª \| Susanne Andersen \| Hitec Products \| + 0 s \| \| \| 9.ª \| Leah Kirchmann \| Sunweb \| + 0 s \| \| \| 10.ª \| Alba Teruel \| Lointek \| + 0 s \| \| |                  |                                    |                 |
| |                  |                                    |                 |
| Fuente: ProCyclingStats |                  |                                    |                 |
| Clasificación general |                  |                                    |                 |
| Ciclista | Ciclista         | Equipo                             | Tiempo          |
| 1.ª | Jolien D'Hoore   | Wiggle High5                       | 2 h 02 min 31 s |
| 2.ª | Coryn Rivera     | Sunweb                             | + 0 s           |
| 3.ª | Roxane Fournier  | FDJ-Nouvelle Aquitaine-Futuroscope | + 0 s           |
| 4.ª | Eugenia Bujak    | BTC City Ljubljana                 | + 0 s           |
| 5.ª | Sheyla Gutiérrez | Cylance                            | + 0 s           |
| 6.ª | Giorgia Bronzini | Wiggle High5                       | + 0 s           |
| 7.ª | Chloe Hosking    | Alé Cipollini                      | + 0 s           |
| 8.ª | Susanne Andersen | Hitec Products                     | + 0 s           |
| 9.ª | Leah Kirchmann   | Sunweb                             | + 0 s           |
| 10.ª | Alba Teruel      | Lointek                            | + 0 s           |

## UCI WorldTour Femenino
La Madrid Challenge by La Vuelta otorga puntos para el UCI WorldTour Femenino 2017, incluyendo a todas las corredoras de los equipos en las categorías UCI Team Femenino. Las siguientes tablas muestran el baremo de puntuación y las 10 corredoras que obtuvieron más puntos:
| Posición   | 1.ª | 2.ª | 3.ª | 4.ª | 5.ª | 6.ª | 7.ª | 8.ª | 9.ª | 10.ª | 11.ª | 12.ª | 13.ª | 14.ª | 15.ª | 16.ª | 17.ª | 18.ª | 19.ª | 20.ª |
| Puntuación | 120 | 100 | 85  | 70  | 60  | 50  | 40  | 35  | 30  | 25   | 20   | 18   | 16   | 14   | 12   | 10   | 8    | 6    | 4    | 2    |

| 1.ª  | Jolien D'Hoore   | Wiggle High5                       | 120 |
| 2.ª  | Coryn Rivera     | Sunweb                             | 100 |
| 3.ª  | Roxane Fournier  | FDJ Nouvelle Aquitaine Futuroscope | 85  |
| 4.ª  | Eugenia Bujak    | BTC City Ljubljana                 | 70  |
| 5.ª  | Sheyla Gutiérrez | Cylance                            | 60  |
| 6.ª  | Giorgia Bronzini | Wiggle High5                       | 50  |
| 7.ª  | Chloe Hosking    | Alé Cipollini                      | 40  |
| 8.ª  | Susanne Andersen | Hitec Products                     | 35  |
| 9.ª  | Leah Kirchmann   | Sunweb                             | 30  |
| 10.ª | Alba Teruel      | Lointek                            | 25  |